# Seaport Village (Tranvía de San Diego)
Seaport Village es una estación del Trolley de San Diego localizada en el centro de San Diego, California funciona con la Línea Verde . La estación norte de la que procede a esta estación es Santa Fe Depot y la estación siguiente sur es el Centro de Convenciones.

## Zona
La estación se encuentra localizada entre Martin Luther King Promenade y Kettner Boulevard cerca de numerosos hoteles y edificios de condominios en el distrito de Seaport Village.

## Conexiones
Las líneas de buses cercanas a esta estación son los autobuses de las Rutas 11, 30, 50 y 150.